# Église Saint-Théodore de Marseille
L'église Saint-Théodore est une église paroissiale du XVIIe siècle située à Marseille, en France. C'est le dernier élément subsistant de l'ancien couvent des Récollets. L'église est consacrée à saint Théodore, évêque de Marseille au VIe siècle.

## Localisation
L'église Saint-Théodore est située au 3 rue des Dominicaines, dans le 1er arrondissement de Marseille.

## Historique
L'église Saint-Théodore est tout ce qui reste d'un important couvent de moines de Saint-François qui désiraient revenir aux règles initiales de leur institution et formèrent un nouvel ordre connu sous le nom de l'observance. Les plus stricts d'entre eux se réunirent pour vivre dans des maisons de recueillement ou récollection, d'où leur nom de Récollets ou de l'étroite observance. 
Ces moines Récollets s'établirent d'abord en 1619 dans le prieuré de Notre-Dame du Rouet, puis s'installèrent vers 1633 sur un terrain nommé le Coulet de Saint-Jérôme situé à cette époque à l'extérieur des remparts médiévaux et compris entre les rues d'Aix, des Dominicaines, des petites Maries, Bernard Dubois et de La Fare où ils construisent un des plus importants couvents de leur ordre. L'église connue à l'époque sous le vocable de saint Louis roi de France et de saint Antoine de Padoue est consacrée le 21 octobre 1648 par Étienne de Puget, évêque de Marseille. Autour de l'église se développent les cloîtres du couvent et les annexes.
Pendant la Révolution le cloître des Récollets devient l'arsenal de la garde nationale après le retour de l'expédition qui avait été dirigée par les Marseillais, sous la conduite de Barbaroux et de Rebecquy, contre la ville d'Arles : des canons et des munitions sont entreposés dans les salles basses du couvent. Le dimanche 28 avril 1792 des gardes nationaux se servent de boulets pour jouer au jeu provençal (ancêtre de la pétanque) : le choc des projectiles sur les dalles produisit des étincelles qui entrainèrent une explosion qui fit trente-huit morts et de nombreux blessés,,. Le couvent à l'exclusion de l'église, est mis en vente et acheté le 9 juin 1792 par le citoyen Gastinel.
Après le rétablissement définitif du culte en 1801, un sacrilège est commis dans cette église durant la nuit du 9 au 10 mars 1829 par des voleurs qui dérobent des vases sacrés et les hosties. Des processions et des cérémonies expiatoires sont organisées ; l'émotion est d'autant plus vive que cinq jours plus tard le recteur de Saint-Théodore meurt d'apoplexie.

## Description

### Extérieur

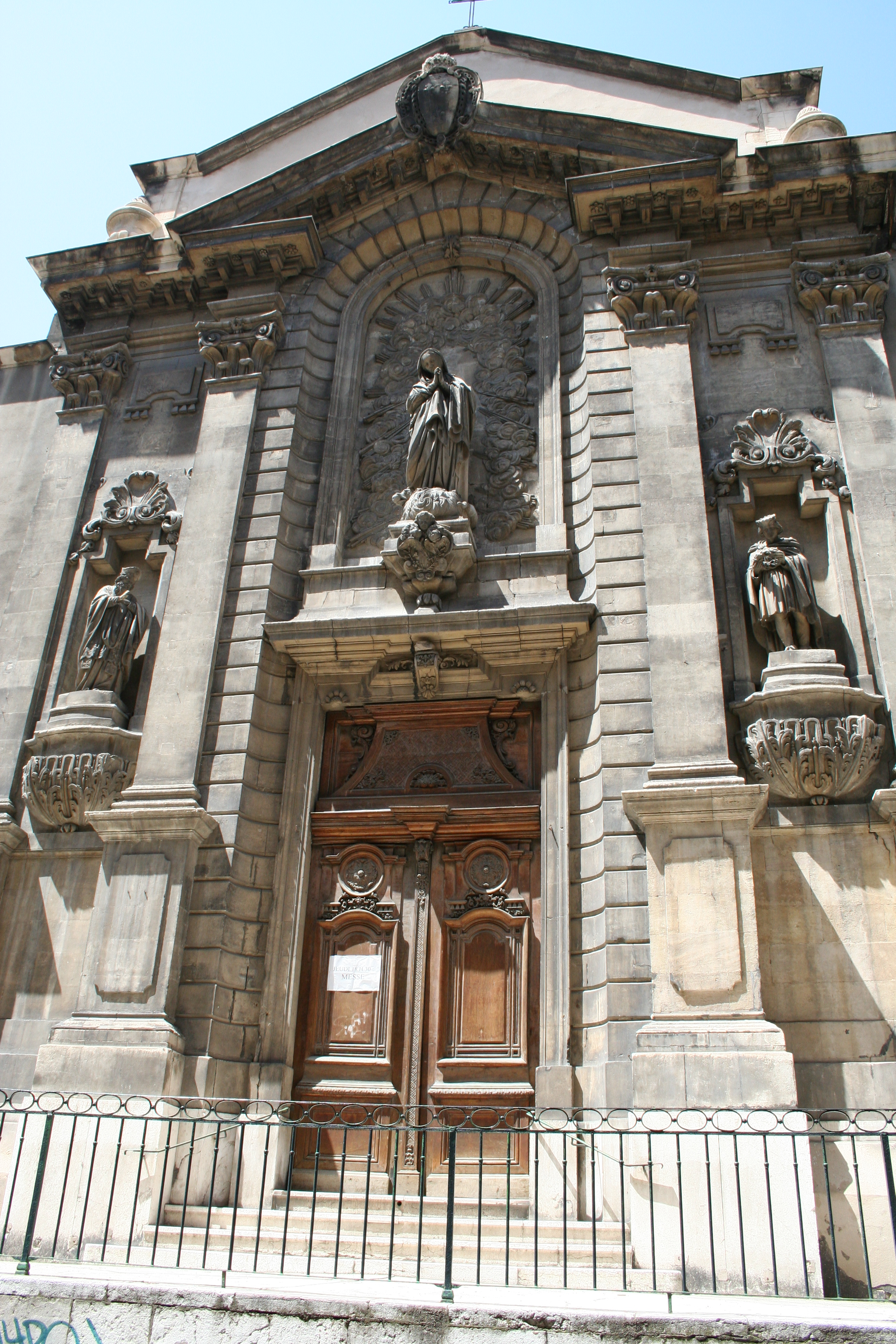
Façade de Saint-Théodore

La façade Renaissance est ornée de quatre pilastres surmontés d'un fronton triangulaire de chaque côté duquel se trouvent deux pots à feu. Au-dessus de la grande porte une statue de la Sainte Vierge est placée dans une niche. De chaque côté, mais un peu en dessous, se trouvent deux statues : à droite celle de saint Louis tenant la couronne d'épines et à gauche celle de saint Théodore. Ces trois statues datent de 1857 et sont des œuvres du sculpteur italien Bagnasco ; elles remplacent les statues d'origine sculptées par Garavasque et détruites en 1794.
La façade est surélevée par rapport à la rue des Dominicaines ; pour accéder à la porte d'entrée il est nécessaire d'emprunter deux escaliers.

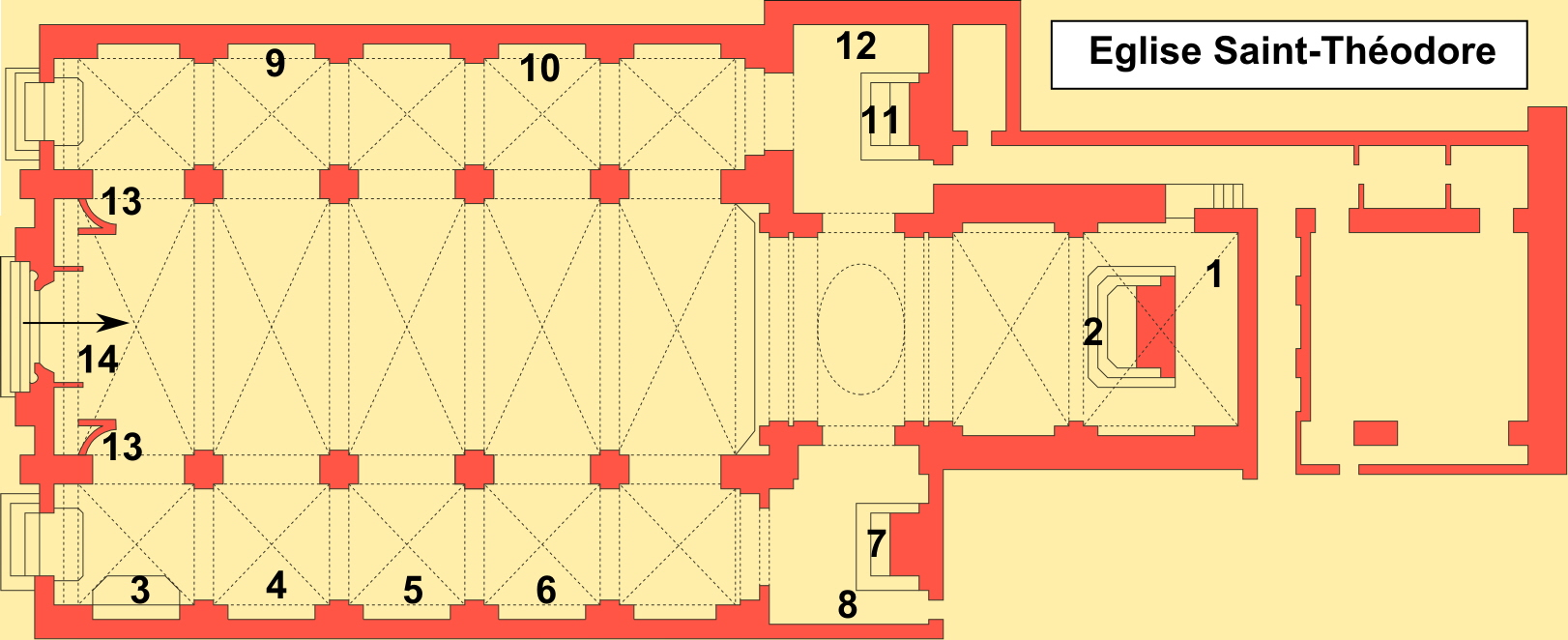
Plan de l'intérieur de l'église Saint-Théodore.
1. Tableau de l'embarquement de saint Louis par J.A. Beaufort.
2. Maître-autel.
3. Fonts baptismaux par Dominique Fossaty.
4. Autel de saint Antoine de Padoue.
5. Tableau de saint Jérôme au désert (école de Zurbaran).
6. Autel de saint Théodore.
7. Autel du Sacré-Cœur.
8. Tableau du jugement de sainte Barbe (François Puget).
9. Autel de saint François d'Assise.
10. Autel de saint Joseph.
11. Autel de la Vierge.
12. Tableau représentant le martyre de sainte Barbe (François Puget).
13. Bénitiers par Dominique Fossaty.
14. Grand orgue.

### Intérieur
L'église de plan traditionnel se compose d'une nef de cinq travées avec des bas-côtés mais sans transept. Une belle coupole éclaire le chœur ; elle occupe la troisième travée en partant du mur d'abside et a la forme d'une ellipse dont le grand axe est perpendiculaire à la direction de la nef. Avec ses huit fenêtres dont les berceaux pénétrants convergent vers le centre, avec son admirable décoration, la coupole de saint Thédore est un charmant bijou.
Le maître autel est en marbres polychromes orné au centre de l'agneau pascal. Le tabernacle est surmonté de têtes d'anges, sa porte dorée est encadrée de deux anges en marbre. À l'entrée de l'église se trouvent deux bénitiers en forme de conque. Les peintures de l'ensemble de la voûte sont dues à Antoine Sublet et rappellent le vol sacrilège du ciboire en 1829.
L'édifice renferme quelques belles pièces de son mobilier ancien. Derrière le maître autel un grand tableau de Jacques-Antoine Beaufort, un des fondateurs de l'Académie de peinture de Marseille, représente l'embarquement de saint Louis pour la croisade : le roi de grandeur nature habillé en guerrier et entouré de ses soldats reçoit un bouclier que lui présente un ange.
Enfin au-dessus de l'entrée on remarque un très beau buffet d'orgue datant de 1740 environ porté par une console sculptée d'instruments de musique d'une grande finesse d'exécution.  
L'église et sa sacristie sont classées au titre des monuments historiques par arrêté du 11 février 1991.